# Iglesia nueva apostólica
La Iglesia Nueva Apostólica (INA) es una iglesia trinitaria protestante milenarista y parcialmente restauracionista por denominarse heredera de la iglesia apostólica o primitiva. Fue fundada tras el cisma en Hamburgo en 1863, cuando se separó de la autodenominada Iglesia Católica Apostólica, la cual había comenzado su actividad en la década de 1830 en Gran Bretaña como un movimiento de renovación espiritual entre anglicanos y presbiterianos. 
Posee miembros en todos los continentes. Su autoridad máxima es llamada “Apóstol Mayor” y la abreviatura oficial en los países de habla inglesa es NAC (por New Apostolic Church), NAK en alemán (Neuapostolische Kirche), ENA en Francia (Église Néo-Apostolique), INA en portugués (Igreja Nova Apostólica) y español (Iglesia Nueva Apostólica).

## Principales creencias
La segunda venida de Cristo, el cumplimiento de los mandamientos, la fe en el Evangelio de Jesús y el renacimiento del hombre en agua y en Espíritu, son las principales doctrinas de la Iglesia Nueva Apostólica (que no debe confundirse con la Iglesia Católica Apostólica Romana). La mayoría de sus doctrinas son similares a la corriente principal del Cristianismo y especialmente su liturgia, a la liturgia surgida de la  Reforma protestante.

### El credo nuevo apostólico
Este es el credo nuevo apostólico publicado en el año 2012:
| #  | Artículo |
| -- | --- |
| 1  | "Creo en Dios el Padre, el Todopoderoso, creador del cielo y la tierra". |
| 2  | "Creo en Jesús Cristo, el unigénito Hijo de Dios, nuestro Señor, quien fue concebido por el Espíritu Santo, nacido de María, padeció bajo el poder de Poncio Pilato, fue crucificado, murió, y fue enterrado, entró en el reino de los muertos, resucitó de entre los muertos al tercer día, y ascendió a los cielos. Está sentado a la mano derecha de Dios, el Padre Todopoderoso, de donde Él volverá". |
| 3  | "Creo en el Espíritu Santo, en la iglesia, única, santa, universal y apostólica, en el perdón de los pecados, en la resurrección de entre los muertos y en la vida eterna". |
| 4  | "Creo que el Señor Jesús gobierna Su Iglesia. A tal propósito envía a Sus Apóstoles, y, hasta Su regreso, todavía los envía con la misión de enseñar, de perdonar pecados en Su nombre y de bautizar con agua y Espíritu Santo". |
| 5  | "Creo que aquellos designados por Dios para un ministerio son instituidos únicamente por Apóstoles, y que la autoridad, bendición y santificación para su ministerio vienen del ministerio de Apóstol". |
| 6  | "Creo que el Santo Bautismo con agua es el primer paso a la renovación de un ser humano en el Santo Espíritu, y que la persona bautizada es adoptada dentro de la comunidad de aquellos que creen en Jesús Cristo y le profesan como su Señor". |
| 7  | "Creo que la Santa Comunión (Santa Cena) fue instituida por el Señor mismo, en memoria del una vez traído y plenamente valedero sacrificio, y del amargo sufrimiento y muerte de Cristo. La digna participación de la Santa Comunión establece nuestra comunidad con Jesús Cristo, nuestro Señor. Es celebrada con pan sin levadura y vino; ambos deben ser consagrados y suministrados por un ministro autorizado por un Apóstol".                                                                                                 |
| 8  | "Creo que aquellos bautizados con agua deben, a través de un Apóstol, recibir el regalo del Espíritu Santo para ser hijos de Dios, completando así el prerrequisito para ser un primogénito". |
| 9  | "Creo que el Señor Jesús volverá, tanto como que Él ascendió a los cielos, y que Él tomará para sí las primicias de los muertos y vivos quienes hayan tenido esperanza y estén preparados para Su venida; que después del matrimonio en los cielos Él va a volver a la tierra con ellos, para establecer Su reino de paz, que ellos reinarán con Él como un sacerdocio real. Una vez concluido el reinado de paz, Él realizará el Juicio Final. Entonces Dios creará un nuevo cielo y una nueva tierra y vivirá junto a Su pueblo". |
| 10 | "Creo estar obligado a obedecer a las autoridades mundanas en tanto que no sea transgredida ley divina alguna". |

### Su misión
La misión de la Iglesia Nueva Apostólica es "Ir hacia todas las personas para enseñarles el Evangelio de Jesucristo y bautizarlas con agua y con el Espíritu Santo. Ofrecer asistencia espiritual y cultivar una estrecha comunión en la cual cada uno experimente el amor de Dios y la alegría de servir a Él y a los demás". Su objetivo final, es lograr la salvación del alma para poder llegar fieles y dignos a la segunda venida del Señor Jesucristo.

## Estructura interna

### Ministerios
Se reconocen tres ministerios con su correspondiente autoridad espiritual: el Apóstol, el Pastor y el Diácono. El Servicio de los portadores de Ministerio no es remunerado. Todos los actos eclesiásticos y bendiciones, como por ejemplo bautismos, bodas o funerales son realizados en forma gratuita.La Iglesia Nueva Apostólica se abstiene de tomar alguna posición política. Ella espera de sus miembros el cumplimiento de las leyes y deberes ciudadanos, mientras estos no se vayan en contra de las leyes divinas. Los cristianos nuevo apostólicos son libres de ocupar puestos en la vida pública. La Iglesia no ejerce influencia en las concepciones y actividades políticas de sus miembros.
La iglesia considera que sus líderes actuales, llamados "apóstoles", son enviados de Dios. Y que por encargo de Cristo, el ministerio de apóstol debe edificar la Iglesia y hacer accesible la redención a quienes estén deseosos de salvación. Además, el propósito del ministerio de apóstol es preparar a los creyentes para el retorno de Jesucristo. Esta doctrina se parece al Restauracionismo en algunos aspectos (continuación de la Iglesia Primitiva).

### Iglesia
El término "Iglesia de Cristo" (la comunidad nupcial), se diferencia del término "iglesia" como institución. La Iglesia de Cristo puede verse de la forma más clara allí donde está el ministerio de Apóstol, la administración de los tres Sacramentos a los que viven y a los muertos, así como el anuncio preciso de la palabra. Allí está establecida la Obra Redentora del Señor, en la cual es preparada la novia de Cristo para las bodas en el cielo. El ministerio de Apóstol está dirigido a toda la Iglesia de Cristo. Se distingue de muchos credos cristianos en función de la llamada doctrina de salvación de los difuntos, en el entendimiento de que por el poder soberano de Dios es factible la salvación del pecador arrepentido, tras llegar al conocimiento de la verdad, confesarse a Cristo y aceptar la recepción de los sacramentos. No obstante, tanto la salvación de los vivos como de los muertos, siempre dependerá de la misericordia de Dios (los creyentes no "salvan", solo Dios, pero ellos interceden por los difuntos a través de sus oraciones ante el Señor).
Asimismo, los miembros de la Iglesia reciben asistencia espiritual, en lo que atañe a cuestiones de su vida, y en particular su vida de fe. Los creyentes solo adoran al Trino Dios.
La Iglesia Nueva Apostólica reconoce tres sacramentos: el santo bautismo con agua y en nombre de la Trinidad, el sellamiento con el Espíritu Santo y la Santa Cena.

### Líder internacional
Apóstol Mayor (equivalente a otras religiones: Papa-Iglesia católica, Arzobispo de Canterbury-Comunión anglicana, Papa Copto-Iglesia ortodoxa copta, Patriarca de Constantinopla-Iglesia ortodoxa de Constantinopla...):
Hermann Niehaus (1848-1932) (Apóstol Mayor de 1905 hasta 1930);
Johann Gottfried Bischoff (1871-1960) (Apóstol Mayor de 1930 hasta 1960);
Walter Schmidt (1891-1981) (Apóstol Mayor de 1960 hasta 1975);
Ernst Streckeisen (1905-1978) (Apóstol Mayor de 1975 hasta 1978);
Hans Urwyler (1925-1994) (Apóstol Mayor de 1978 hasta 1988);
Richard Fehr (Nacido en 1939-Fecha de la muerte: 30 de junio de 2013) (Apóstol Mayor de 1988 hasta 2005);
Wilhelm Leber (Nacido en 1947) (Apóstol Mayor de 2005 hasta 2013);
Jean-Luc Schneider (Nacido en 1959) (Apóstol Mayor desde 2013).

## Historia

### El ministerio de Apóstol vuelve a estar cubierto en la Iglesia Católica Apostólica
Entre 1826 y 1829, el banquero Henry Drummond (1786-1860) invitó a su residencia de campo en Albury, al sur de Inglaterra, en gran cooperación con el sacerdote presbiteriano Edward Irving (1792-1834), a representantes de la así llamada “Escuela profética" para una serie de conferencias, a fin de buscar claridad en enunciados bíblicos sobre el resurgimiento de la plenitud que el Espíritu Santo había tenido en sus orígenes y sobre el retorno de Cristo.
También en Escocia, creyentes de diferentes confesiones compartían la expectativa de un incremento en la actividad del Espíritu Santo. En 1830 hubo entre ellos muchas curaciones de enfermedades, hablar en lenguas y profecías.
Basado en la fe y esperanza en un ministerio especial para la Iglesia, John Bate Cardale (1802-1877), miembro de la Iglesia de Inglaterra, fue llamado el 31 de octubre de 1832 (otras fuentes hablan del 7 de noviembre de 1832) en Londres por el Espíritu Santo para ser colocado en el ministerio de Apóstol, siendo designado como tal por Henry Drummond. En agosto de 1832 se había unido a la comunidad de Irving. En Navidad del mismo año, realizó su primer acto ministerial como Apóstol al ordenar a William R. Caird como Evangelista. Durante casi un año Cardale siguió siendo el único Apóstol, ejerciendo una influencia definitoria en el concepto del ministerio de Apóstol en las nacientes comunidades.
En el tiempo que siguió, el movimiento obtuvo estructuras más definidas. Además se desarrolló la interpretación de ministerio y de los Sacramentos.

### Desarrollo de una Iglesia conducida por Apóstoles
A partir de setiembre de 1833 fueron llamados más Apóstoles por profecías. Personas con dones proféticos cumplían aquí un papel importante. Los Apóstoles convocados por profetas, fueron consagrados en 1835 para su futura tarea. Luego los Apóstoles, que entretanto eran doce, se recluyeron por un año en Albury para intensivas consultas.
Los Apóstoles esperaban ser enviados a todos los cristianos y recibir para ese propósito un poder especial. Con el “Gran Testimonio" de 1837 se propusieron llegar a todos los líderes espirituales y mundanos de la cristiandad. Convocaron al clero a subordinarse a los Apóstoles. A partir de 1838, como preparación para la unificación de los cristianos bajo su conducción, los Apóstoles comenzaron a familiarizarse con la doctrina y la liturgia de las diferentes confesiones. Sin embargo, la exhortación de los Apóstoles no fue escuchada.
Dentro de la obra apostólica surgió la orientación hacia la preparación de los “ciento cuarenta y cuatro mil", la multitud del último tiempo mencionada en el libro del Apocalipsis. Estos debían ser sellados por imposición de manos de los Apóstoles, lo cual sucedió en 1847 en Inglaterra en unos mil creyentes. En el mismo año, el Apóstol Francis Woodhouse realizó Sellamientos en Canadá y el Apóstol Thomas Carlyle, en los territorios de la actual Alemania.

### Llamamiento de más Apóstoles
El Apóstol Thomas Carlyle, apoyado por otro Apóstol, convocó en 1851 a una asamblea de Apóstoles. En la asamblea, su solicitud de que los Apóstoles Duncan Mackenzie y Henry Dalton que no ejercían su ministerio fuesen reemplazados por otros, no encontró la necesaria aprobación de todos los Apóstoles.
En 1855 murieron tres Apóstoles, entre ellos el Apóstol Carlyle. Edward Oliver Taplin (1800-1862), el “pilar de los profetas", y el profeta Heinrich Geyer (1818-1896) nombraron a sucesores en el ministerio de Apóstol. Sin embargo, estos llamamientos no fueron reconocidos por los demás Apóstoles.
Pero el deseo de que la novia de Cristo fuera preparada por los Apóstoles y la espera de su envío con el poder pleno de su ministerio, quedó viva en amplios círculos de portadores de ministerio instituidos e instruidos en el norte de Alemania por el Apóstol Carlyle. Un papel muy especial cumplieron aquí las comunidades de Berlín y Hamburgo.

### Continuación del ministerio de Apóstol en la Iglesia Nueva Apostólica
Los Apóstoles ingleses siguieron con su resistencia a que se extendiese el círculo de los Apóstoles, y de esta manera en realidad se estaban oponiendo a la continuación de la Iglesia conducida por Apóstoles. En oposición a ello, el profeta Heinrich Geyer y el dirigente de la comunidad de Hamburgo, Friedrich Wilhelm Schwartz (1815 hasta 1895), insistían en que Rudolf Rosochacky (1815 hasta 1895) había recibido un llamamiento divino. El mismo había sido llamado como Apóstol el 10 de octubre de 1862 por el profeta Geyer. La comunidad de Hamburgo reconoció ese llamamiento el 4 de enero de 1863.
Incluso cuando Rosochacky poco después renunció a su ministerio, Geyer, Schwartz y la comunidad de Hamburgo siguieron sosteniendo que había ocurrido un llamamiento divino. El 27 de enero de 1863, Schwartz fue relevado de su ministerio por el Apóstol Woodhouse y excluido de la Iglesia Católica Apostólica. También la comunidad de Hamburgo fue excomulgada por seguir a Schwartz.
Por consiguiente, enero de 1863 debe determinarse como el comienzo de la Iglesia Nueva Apostólica.
Poco después, el Pastor Carl Wilhelm Louis Preuss (1827 hasta 1878) y un poco más adelante Friedrich Wilhelm Schwartz fueron llamados como Apóstoles. Preuss trabajó en el norte de Alemania, mientras que a Schwartz le fueron asignados como área de actividad los Países Bajos. El llamamiento de otros Apóstoles siguió en poco tiempo más.
La comunidad recientemente formada se autodenominaba “Misión General Cristiana Apostólica". Este nombre, así como el de la rama holandesa, “Iglesia Restaurada del Envío Apostólico", reflejaban la esperanza de llegar a amplios círculos cristianos.
En el año 1872, Friedrich Wilhelm Menkhoff (1826 hasta 1895) fue llamado como Apóstol para Westfalia y Renania.
En 1884, fundó la primera revista de la Iglesia, titulada "El Heraldo. Publicación mensual para cristianos amantes de la verdad". Bajo su influencia, el Apóstol Schwartz, comenzando en su área de actividad, dejó de lado la vestimenta litúrgica y muchos elementos tomados de la Iglesia Católica Apostólica. En 1885 fueron adoptados estos cambios por todas las demás comunidades.
En 1881, Friedrich Krebs (1832 hasta 1905) de Braunschweig fue llamado como Apóstol. Después de la muerte de los Apóstoles Schwartz y Menkhoff se hizo cargo de la función de dirección. Su mayor deseo fue la unidad entre los Apóstoles. Fue el primer Apóstol Mayor en el sentido actual.
Cuanto más, a finales del siglo XIX, se destacaba en la Iglesia el ministerio de Apóstol como ministerio central con amplia autoridad, menor era la importancia de los profetas. Desde fines de los años 1920, ya no hay profetas activos en las comunidades.
Las primeras décadas en la historia de la Iglesia Nueva Apostólica sirvieron, entre otras cosas, al fortalecimiento de las comunidades y a la unidad entre los Apóstoles. A partir de 1897, el ministerio de Apóstol Mayor se fue constituyendo en el ministerio conductor de la Iglesia. Friedrich Krebs lo desempeñó hasta su muerte en el año 1905.